# Luka Chalwell
Luka Chalwell, né le 11 avril 2004, est un footballeur international insulaire des Îles Vierges britanniques. Il joue au poste de milieu de terrain à Winchester City.

## Biographie

### Carrière en club
En novembre 2016, il remporte le tournoi KPMG qui se déroule aux Bahamas avec l'équipe des moins de 13 ans de l'école internationale Cedar. Luka Chalwell réalise un camp d'entraînement avec l'AFC Bournemouth en août 2017,.
Le 16 septembre 2020, lors de la rencontre de la FA Youth Cup entre Dorchester Town et Poole Town, il devient le premier islo-britannique à disputer un match de la FA Youth Cup,.

### Carrière internationale
Avec la sélection des moins de 13 ans, il termine troisième du tournoi de Pâques de Sint Maarten en avril 2016. Puis, avec les moins de 15 ans, il remporte la troisième division du championnat de la CONCACAF des moins de 15 ans 2019. Il est également nommé dans l'équipe-type.
Début mars 2021, Luka Chalwell est convoqué pour la première fois en équipe des îles Vierges britanniques par le sélectionneur national Dan Neville, pour deux matchs du premier tour des éliminatoires du mondial 2022,.
Le 27 mars 2021, il honore sa première sélection face au Guatemala. Ce match perdu 0-3 rentre dans le cadre des éliminatoires du mondial 2022,.